# Sarcinella occidentalis
Sarcinella occidentalis es el nombre de una especie de gusano tubícola fósil perteneciente a la familia de los serpúlidos (Serpulidae) común en niveles de concentración de fósiles marinos de la Formación Agrio. Consiste en haces de tubos calcáreos delgados, aproximadamente cilíndricos, en los que cada tubo corresponde a un individuo. Los serpúlidos son anélidos (phylum Annelida), en su mayoría marinos, que habitan sobre la conchilla de otros organismos y construyen tubos de carbonato de calcio. Pertenecen a la clase de los poliquetos (Polychaeta) y estos, tubícolas, secretan una mucosa que puede endurecerse con el agregado de granos de arena, láminas de mica, espículas de esponjas, conchas de foraminíferos, etc., formándose un tubo dentro del cual vive el animal.

## Morfología
Los tubos presentan una forma cilíndrica, de corte transversal circular y recorrido recto a submeandroso. Se presentan cementados entre sí formando haces subcilíndricos y se entrelazan. Debido al ordenamiento de los tubos en haces, Sarcinella occidentalis sería una especie colonial.

## Registro fósil
Sarcinella occidentalis ha sido registrada en el Albiano de Antofagasta, Chile y en las Formaciones Chachao y Agrio de la cuenca Neuquina, Argentina, en el lapso Valanginiano - Hauteriviano.